# Disciples II: Strażnicy światła
Disciples II: Strażnicy światła (ang. Disciples II: Guardians of the Light) – jeden z dwóch oficjalnych bliźniaczych dodatków do strategii fantasy rozgrywanej w trybie turowym – Disciples II: Mroczne proroctwo, wydanych przez studio Strategy First. Polskim wydawcą jest CD Projekt.
Drugim z nich są Słudzy ciemności. Oba dodatki zazwyczaj sprzedawane są łącznie i noszą nazwę Powrót Galleana. Także w Polsce dodatki te nie zostały wydane oddzielne i można je dostać tylko łącznie.
Dodatek dodaje dwie nowe minikampanie dla dwóch nacji: Imperium i Górskich Klanów. Zawiera 16 nowych map, nową ścieżkę dźwiękową (4 nowe utwory), generator map, trzy nowe postacie oraz szereg nowych materiałów graficznych (tła miast i pól bitewnych). Zadbano też o poprawę komputerowego A.I., ulepszenie edytora, interfejsu użytkownika oraz podniesienie ogólnej wydajności i szybkości działania programu.